# Liste der Burgen und Schlösser in der Woiwodschaft Westpommern
Die Liste der Burgen und Schlösser in der Woiwodschaft Westpommern umfasst bestehende und verfallene Burgen und Schlösser in der polnischen Woiwodschaft Westpommern. Die Liste enthält nicht die Stadtschlösser und Palais der Stadt Stettin, welche sich hier befinden:
- Liste der Schlösser und Palais in Stettin

## Burgen und Schlösser
| Name                                | Ort             | Koordinaten | Baujahr   | Zustand       | Bild |
| ----------------------------------- | --------------- | ----------- | --------- | ------------- | ---- |
| Schloss Barskewitz                  | Barzkowice      |             | vor 1900  | Erhalten      |      |
| Schloss Balfanz                     | Białowąs        |             | nach 1850 | Erhalten      |      |
| Schloss Groß Benz                   | Bienice         |             | 1876      | Erhalten      |      |
| Schloss Biziker                     | Biesiekierz     |             | um 1900   | Erhalten      |      |
| Schloss Dietersdorf                 | Bobrowo         |             | 1851      | Erhalten      |      |
| Schloss Böck                        | Buk             |             | 1683      | Erhalten      |      |
| Schloss Zetthun                     | Cetuń           |             | um 1900   | Erhalten      |      |
| Schloss Rosenthal                   | Chude           |             | 1909      | Erhalten      |      |
| Schloss Zernickow                   | Czerników       |             | 1850      | Erhalten      |      |
| Schloss Dargislaff                  | Dargosław       |             | 1890      | Erhalten      |      |
| Schloss Friedrichsdorf              | Darskowo        |             | vor 1800  | Erhalten      |      |
| Schloss Rügenwalde                  | Darłowo         |             | 1352      | Erhalten      |      |
| Schloss Dubberow                    | Dobrowo         |             | um 1850   | Erhalten      |      |
| Burg Daber                          | Dobra           |             | um 1400   | Ruine         |      |
| Schloss Dolzig                      | Dolsk           |             | vor 1713  | Ruine         |      |
| Burg Neuwedell                      | Drawno          |             | vor 1300  | Ruine         |      |
| Schloss Dresow                      | Dreżewo         |             | um 1860   | Ruine         |      |
| Burg Gülzow                         | Golczewo        |             | vor 1500  | Ruine         |      |
| Schloss Geiglitz                    | Iglice          |             | nach 1850 | Erhalten      |      |
| Schloss Johanneshöhe                | Janowo          |             |           | Erhalten      |      |
| Schloss Juchow                      | Juchowo         |             | 1868      | Ruine         |      |
| Bischofspalast Cammin               | Kamień Pomorski |             | vor 1400  | Erhalten      |      |
| Schloss Albrechtsdorf (Westpommern) | Karszno         |             | 1898      | Erhalten      |      |
| Schloss Kerstin                     | Karścino        |             | nach 1750 | Ruine         |      |
| Bischofspalast Körlin               | Karlino         |             | vor 1308  | Ruine         |      |
| Schloss Klausdorf                   | Kłębowiec       |             | vor 1700  | Ruine         |      |
| Braunschweig-Palais Kolberg         | Kołobrzeg       |             | 1808      | Erhalten      |      |
| Strandschloss Kolberg               | Kołobrzeg       |             | 1899      | Umgestaltet   |      |
| Schloss Köslin                      | Koszalin        |             | 1569      | Ruine         |      |
| Schloss Klein Küssow                | Koszewko        |             | 1922      | Erhalten      |      |
| Schloss Groß Küssow                 | Koszewo         |             | 1914      | Erhalten      |      |
| Schloss Coseeger                    | Kozia Góra      |             | vor 1800  | Ruine         |      |
| Schloss Krangen                     | Krąg            |             | vor 1500  | Umgestaltet   |      |
| Schloss Hanseberg                   | Krzymów         |             | vor 1800  | Ruine         |      |
| Schloss Groß Latzkow                | Laskowo         |             | 1890      | Erhalten      |      |
| Schloss Hohenleese                  | Leśno Górne     |             | nach 1890 | Erhalten      |      |
| Schloss Vossberg                    | Lisowo          |             | vor 1800  | Ruine         |      |
| Schloss Lübtow                      | Lubiatowo       |             | 1890      | Erhalten      |      |
| Burg Friedland                      | Mirosławiec     |             | vor 1400  | Ruine         |      |
| Burg Mohrin                         | Moryń           |             | vor 1400  | Ruine         |      |
| Schloss Speck                       | Mosty           |             | vor 1800  | Erhalten      |      |
| Schloss Moltow                      | Mołtowo         |             |           | Erhalten      |      |
| Schloss Nassel                      | Nacław          |             | 1914      | Erhalten      |      |
| Schloss Billerbeck                  | Nadarzyn        |             |           | Erhalten      |      |
| Gutshaus Notzkow                    | Noskowo         |             | vor 1900  | Erhalten      |      |
| Schloss Nassow                      | Nosowo          |             | vor 1900  | Erhalten      |      |
| Schloss Neu Beelitz                 | Nowe Bielice    |             | 1852      | Erhalten      |      |
| Schloss Wödtke                      | Otok            |             | vor 1800  | Ruine         |      |
| Schloss Parsow                      | Parsowo         |             | vor 1800  | Erhalten      |      |
| Schloss Pansin                      | Pęzino          |             | um 1400   | Erhalten      |      |
| Schloss Podewils                    | Podwilcze       |             | 1895      | Ruine         |      |
| Schloss Manteuffel                  | Połczyn-Zdrój   |             | um 1700   | Erhalten      |      |
| Schloss Prillwitz                   | Przelewice      |             | vor 1800  | Erhalten      |      |
| Schloss Radzim                      | Radzim          |             | vor 1800  | Erhalten      |      |
| Schloss Rostin                      | Rościn          |             | nach 1750 | Ruine         |      |
| Schloss Ribbekardt                  | Rybokarty       |             | nach 1750 | Erhalten      |      |
| Schloss Roman                       | Rymań           |             | 1751      | Erhalten      |      |
| Schloss Repzin                      | Rzepczyno       |             | nach 1800 | Erhalten      |      |
| Schloss Rehfeld                     | Sarnik          |             | 1898      | Ruine         |      |
| Schloss Heinrichsdorf               | Siemczyno       |             | 1722      | Ruine         |      |
| Schloss Schlönwitz                  | Słonowice       |             | nach 1750 | Erhalten      |      |
| Schloss Bärfelde                    | Smolnica        |             | 1880      | Erhalten      |      |
| Schloss Alt Döberitz                | Stara Dobrzyca  |             |           | Ruine         |      |
| Burg Alt Draheim                    | Stare Drawsko   |             | 1360      | Ruine         |      |
| Schloss Stargard                    | Stargard        |             | nach 1700 | Ruine         |      |
| Karow-Schloss Stargard              | Stargard        |             |           | Erhalten      |      |
| Protzen-Palais Stargard             | Stargard        |             | vor 1500  | Rekonstruiert |      |
| Rohleder-Palais Stargard            | Stargard        |             | vor 1500  | Rekonstruiert |      |
| Schützenschloss Stargard            | Stargard        |             | 1861      | Erhalten      |      |
| Schloss Stolzenburg                 | Stolec          |             | 1721      | Erhalten      |      |
| Schloss Stolzenfelde                | Stołeczna       |             | 1892      | Erhalten      |      |
| Schloss Streckenthin                | Strzekęcino     |             | 1899      | Erhalten      |      |
| Schloss Strippow                    | Strzepowo       |             | nach 1850 | Ruine         |      |
| Schloss Stuchow                     | Stuchowo        |             | 1880      | Erhalten      |      |
| Johanniterburg Wildenbruch          | Swobnica        |             | um 1400   | Ruine         |      |
| Burg Neustettin                     | Szczecinek      |             | vor 1500  | Umgestaltet   |      |
| Schloss Schivelbein                 | Świdwin         |             | 1258      | Rekonstruiert |      |
| Schloss Silberberg                  | Święciechów     |             | um 1900   | Rekonstruiert |      |
| Schloss Treptow                     | Trzebiatów      |             | vor 1200  | Umgestaltet   |      |
| Schloss Trzciniec                   | Trzciniec       |             | 1924      | Erhalten      |      |
| Schloss Tütz                        | Tuczno          |             | 1338      | Rekonstruiert |      |
| Schloss Warnitz                     | Warnice         |             | 1857      | Ruine         |      |
| Schloss Witzmitz                    | Wicimice        |             | nach 1850 | Ruine         |      |
| Schloss Farbezin                    | Wierzbięcin     |             | 1872      | Ruine         |      |
| Schloss Zielin                      | Zielin          |             | 1780      | Erhalten      |      |
| Schloss Falkenburg                  | Złocieniec      |             | nach 1300 | Ruine         |      |
| Schloss Sallmow                     | Żelmowo         |             | vor 1900  | Erhalten      |      |